# Бродки, Гарольд
Гарольд Бродки (англ. Harold Brodkey, наст. имя — Аарон Рой Вайнтрауб англ. Aaron Roy Weintraub; 25 октября 1930, Стаунтон, Иллинойс — 26 января 1996, Нью-Йорк) — американский писатель.

## Биография
Родился в семье бедного еврея — эмигранта из России. После смерти матери (1932) отец будущего писателя, страдавший алкоголизмом, передал сына на воспитание кузине. Мальчик переехал в Сент-Луис и взял фамилию новых родителей, назвавших его Гарольдом. Когда Бродки было 13 лет, умер его приёмный отец, приёмная же мать заболела раком.
В 1947 году Бродки поступил в Гарвардский университет и окончил его в 1952 году по специальности «литературоведение».
В 1950-х годах был сотрудником телекомпании NBC, для которой писал сценарии. В 1954 году его первые короткие рассказы появились в журнале «The New Yorker». Четыре года спустя выходит сборник рассказов «Первая любовь и прочие неприятности». Первые произведения Бродки повествуют о детских и юношеских переживаниях автора — лирического героя.
В 1962 году Бродки разводится с женой, с которой жил в браке 10 лет. В тот период у писателя были гомосексуальные связи, о которых он рассказал в части своих произведений.
В 1980 году он женился повторно, на актрисе Эллен Швамм.
В 1988 году выходит второй сборник рассказов Бродки (писавшихся с 1963 года) «Почти классические рассказы».
Тематика произведений во многом автобиографична: в центре психологически тонкое изображение детства, в особенности детской сексуальности. В том же духе написан вышедший в 1991 году роман «Сбежавшая душа». В нём Бродки описывает сексуальные переживания главного героя Силеновича, который пытается преодолеть последствия ударов судьбы, полученных в детстве.
В 1992 частное итальянское издательство публикует новый роман Бродки «Порочная дружба». В 1994 последовали англо- и немецкоязычное издания, а в 1995 — франкоязычное. Роман повествует о дружбе двух венецианских мальчиков, которые не упускают друг друга из поля зрения и став взрослыми.
В июне 1993 года Бродки признался в том, что заражён ВИЧ. Итоги своей жизни на фоне этого заболевания писатель подводит в 1994 году в статье «Умирающему срок отмерен», опубликованной в журнале «The New Yorker».

## Отзывы критики
Творчество Гарольда Бродки вызывало противоречивую реакцию критиков: одни за интенсивность описания чувств и проникновенное, детальное изображение душевной жизни превозносили его как американского Пруста, другие с негодованием реагировали на такой «фейерверк эмоций».

### Сборники рассказов
- «Первая любовь и прочие неприятности» (1958);
- «Почти классические рассказы» (1988);
- «The World is the Home of Love and Death» (1997).

### Романы
- «The Runaway Soul» («Сбежавшая душа», 1991);
- «Profane Friendship» («Порочная дружба», 1992, впервые на языке оригинала издан в 1994).

## Фильмография
- Первая любовь (режиссёр Джоан Дарлинг) по рассказу «Сентиментальное образование» (First Love).
- Любовь и прочие неприятности (режиссёр Стив Гомер) по одноимённому рассказу (Love and other sorrows).